# Asyndetus tristis
Asyndetus tristis är en tvåvingeart som beskrevs av Octave Parent 1935. Asyndetus tristis ingår i släktet Asyndetus och familjen styltflugor. Inga underarter finns listade i Catalogue of Life.